# Magdalena Abakanowicz

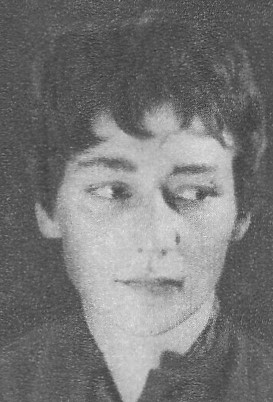
Magdalena Abakanowicz w latach 60.

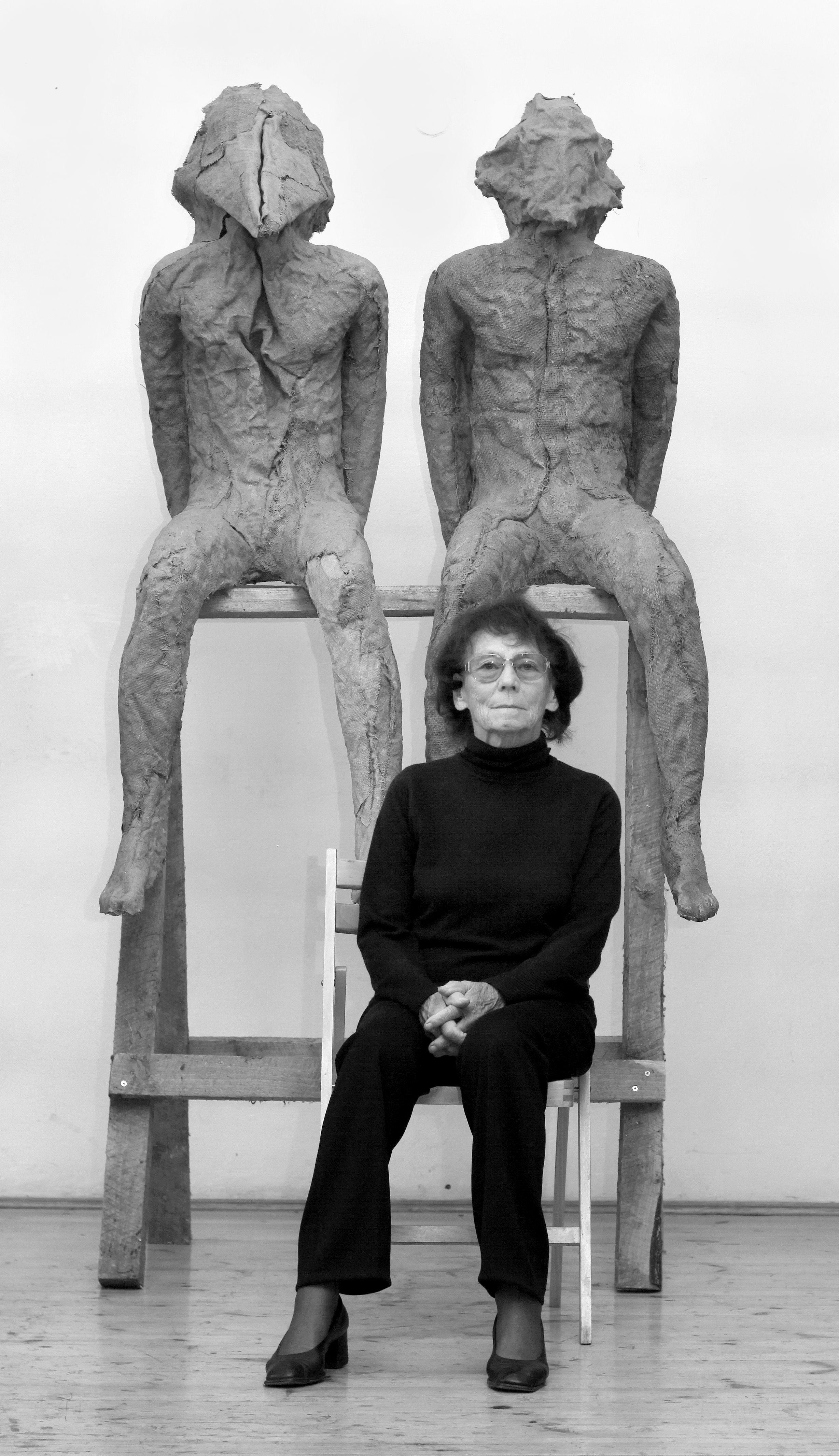
Magdalena Abakanowicz w pracowni (2010)

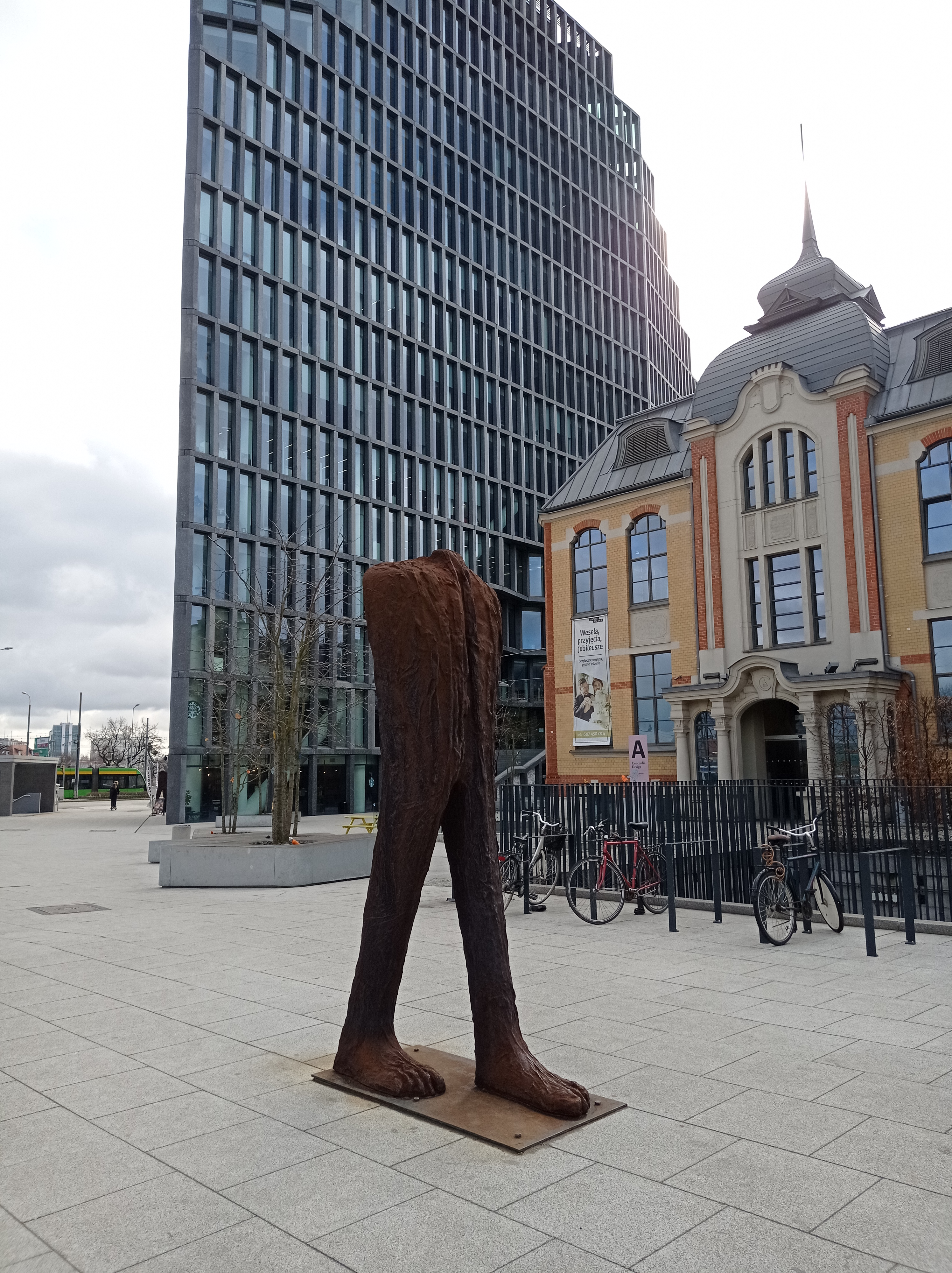
5 figur - zespół rzeźb Magdaleny Abakanowicz, ul. Franklina Roosevelta 22 w Poznaniu, w pobliżu ronda Kaponiera

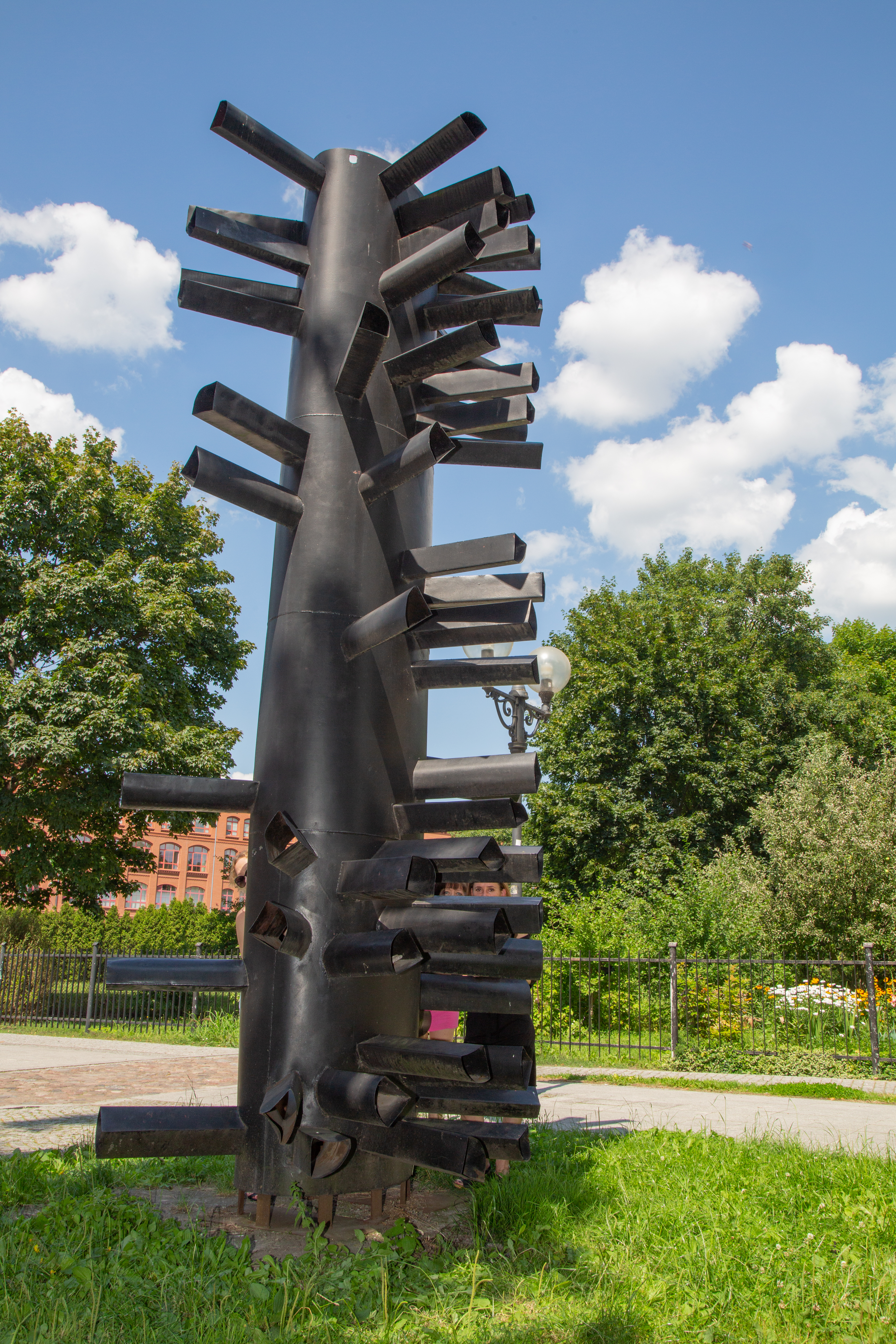
Forma przestrzenna Magdaleny Abakanowicz zrealizowana podczas I Biennale Form Przestrzennych w Elblągu (1965)

Marta Magdalena Abakanowicz-Kosmowska (ur. 20 czerwca 1930 w Falentach, zm. 20 kwietnia 2017 w Warszawie) – polska rzeźbiarka, twórczyni tkaniny artystycznej, profesor sztuk pięknych (1979), w latach 1965–1990 prowadząca zajęcia w Państwowej Wyższej Szkole Sztuk Plastycznych w Poznaniu, profesor wizytująca na Uniwersytecie Kalifornijskim w Los Angeles (1984); jej monumentalne tkaniny - kompozycje przestrzenne zyskały nazwę abakanów.

## Życiorys

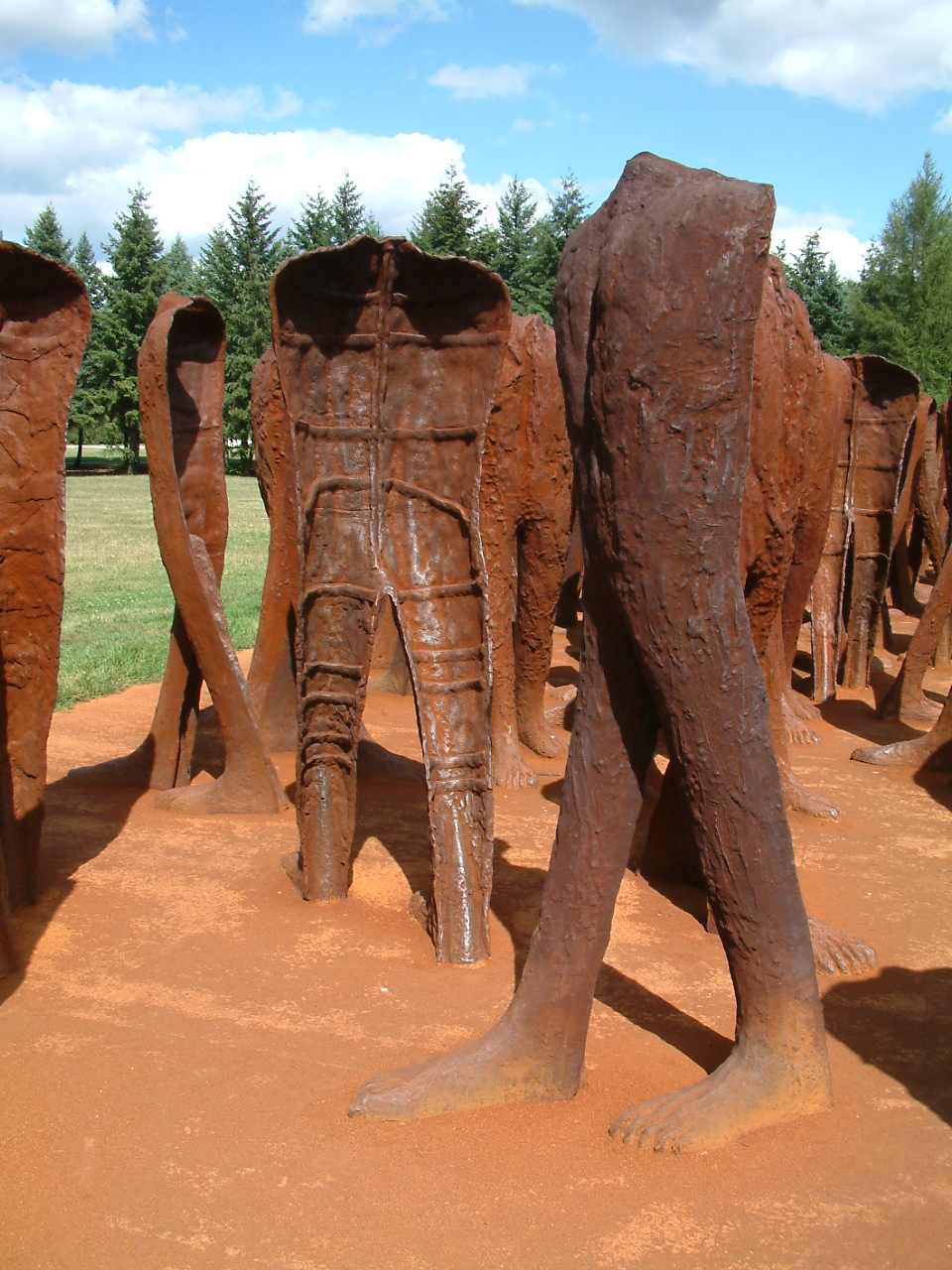
Nierozpoznani na cytadeli w Poznaniu (całość instalacji)

Urodziła się 20 czerwca 1930 w Falentach jako Marta Magdalena Abakanowicz, córka pochodzącego z tatarskiej rodziny Konstantego Abakanowicza i Heleny Domaszewskiej, polskiej szlachcianki, bratanica Piotra Abakanowicza, podpułkownika pilota WP, jednego z przywódców Narodowych Sił Zbrojnych. Przez ponad dwa lata po urodzeniu mieszkała razem z rodzicami w oficynie dawnego folwarku przy al. Hrabskiej. Dzieciństwo spędziła w Krępie k. Sobolewa, tam także zastała ją wojna. W lipcu 1944 Abakanowiczowie opuścili majątek w obawie przed Armią Czerwoną i w przededniu Powstania Warszawskiego znaleźli się w stolicy.
Później związana z Trójmiastem; absolwentka Liceum Plastycznego w Gdyni. W młodości lekkoatletka, zawodniczka Bałtyku Gdynia (1946), Wybrzeża Gdańsk – HKS Tczew (1947–1948) oraz Gedanii Gdańsk. Trzykrotna medalistka mistrzostw kraju w biegach sztafetowych – złoto w 1947 w sztafecie 100-100-200-500 metrów; srebrne medale w 1947 w sztafecie 200-100-80-60 metrów oraz w 1948 w sztafecie 4 × 200 metrów. Dwukrotna brązowa medalistka zimowych mistrzostw Polski (1948): w biegu na 50 metrów przez płotki oraz w sztafecie 4 × 50 metrów.
W 1955 roku ukończyła warszawską Akademię Sztuk Pięknych (studia w latach 1950–1955), a później także sopocką PWSSP. W roku 1956 wyszła za mąż za Jana Kosmowskiego.
Specjalizowała się w tworzeniu dużych, figuralnych kompozycji przestrzennych w oparciu o tkaninę (zwanych od jej nazwiska abakanami), z wykorzystaniem również innych materiałów, jak kamień, drewno i brąz. W 1965 brała udział w I Biennale Form Przestrzennych w Elblągu, gdzie zrealizowała formę przestrzenną o wysokości 7 metrów, przy współpracy z J. Podwalnym, J. Sznajderem. Rzeźba znajduje się przy ul. Przymurze oraz Przy Bramie Targowej w Elblągu.
Od 1979 była profesorem Państwowej Wyższej Szkoły Sztuk Plastycznych w Poznaniu, gdzie prowadziła zajęcia w latach 1965–1990. Od 2006 była członkinią Rady Programowej Fundacji Centrum Twórczości Narodowej. Należała do Stowarzyszenia Autorów ZAiKS.
W 2002, wraz z 25 innymi osobami, była sygnatariuszką listu w obronie abpa Juliusza Paetza, podejrzewanego o seksualne molestowanie kleryków.
Mieszkała i tworzyła w Warszawie, przy alei Stanów Zjednoczonych 16/53, a następnie przy ul. Bzowej 1. W ostatnich latach życia ciężko chorowała. Zmarła 20 kwietnia 2017 w Warszawie, pochowana 27 kwietnia 2017 na cmentarzu Wojskowym na Powązkach (kwatera 15B-4-30).

## Twórczość

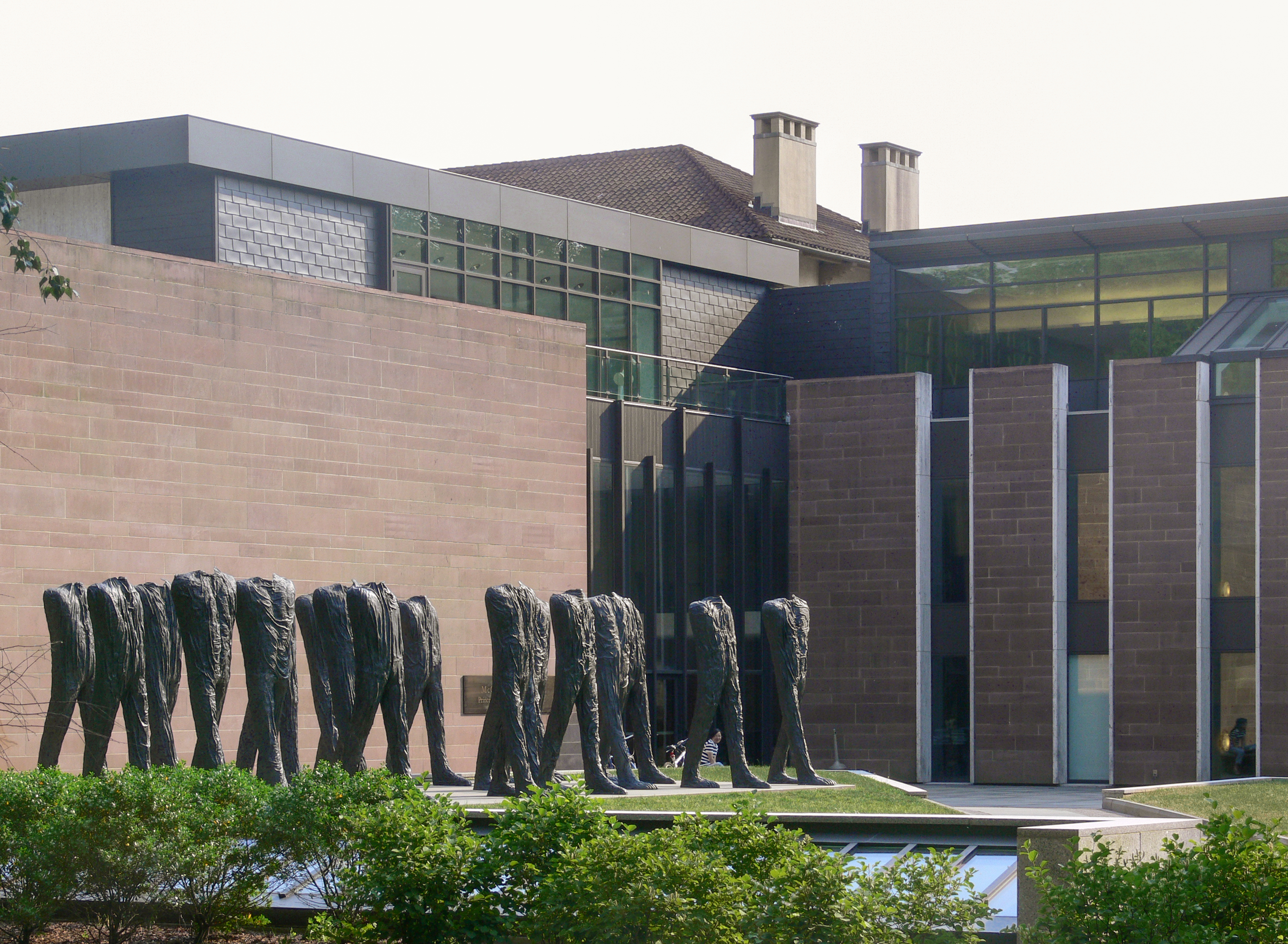
Princeton University Art Museum (McCormick Hall)
(na pierwszym planie: Duże figury)

Magdalena Abakanowicz, Klatka i plecy, 1978, Muzeum Sztuki w Łodzi

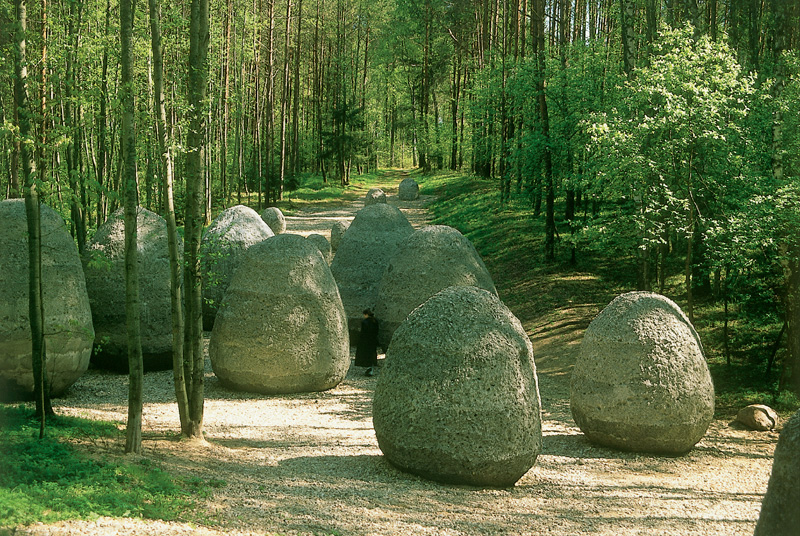
Space of Unknown Growth/Przestrzeń nieznanego rozwoju (park Europy k. Wilna)

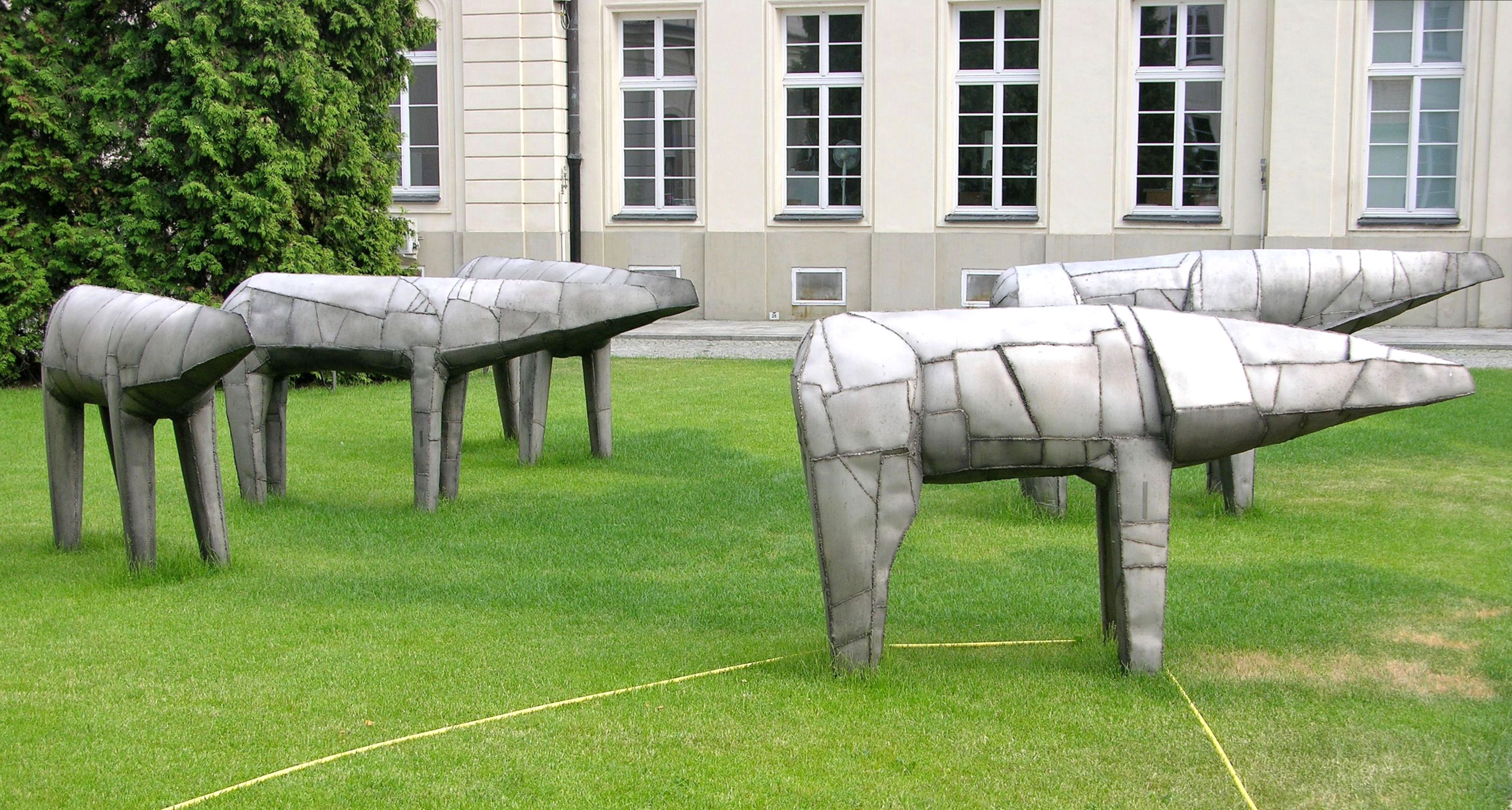
Mutanty na dziedzińcu pałacu Potockich w Warszawie

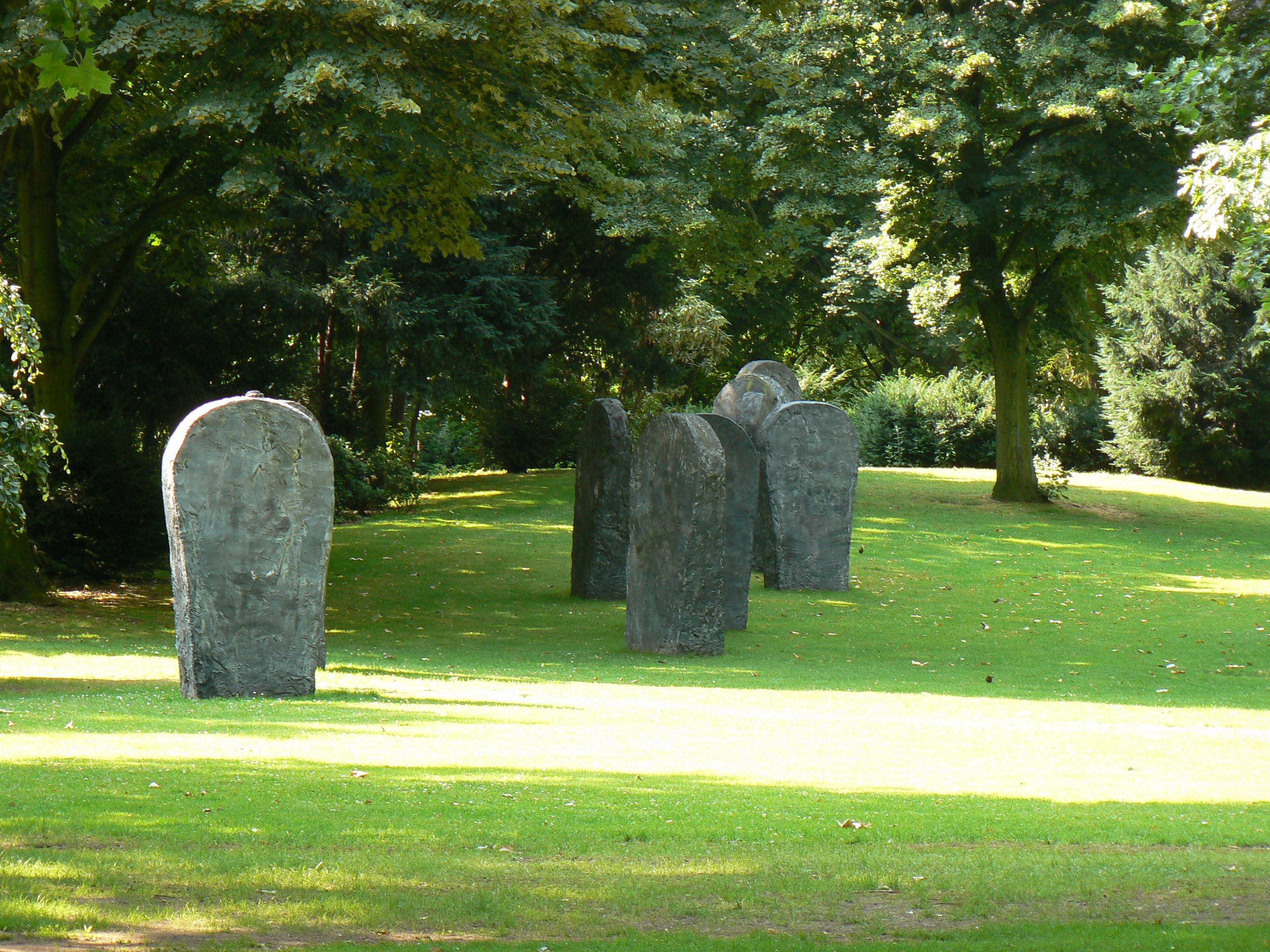
Neun Figuren Raum (1990; Duisburg)

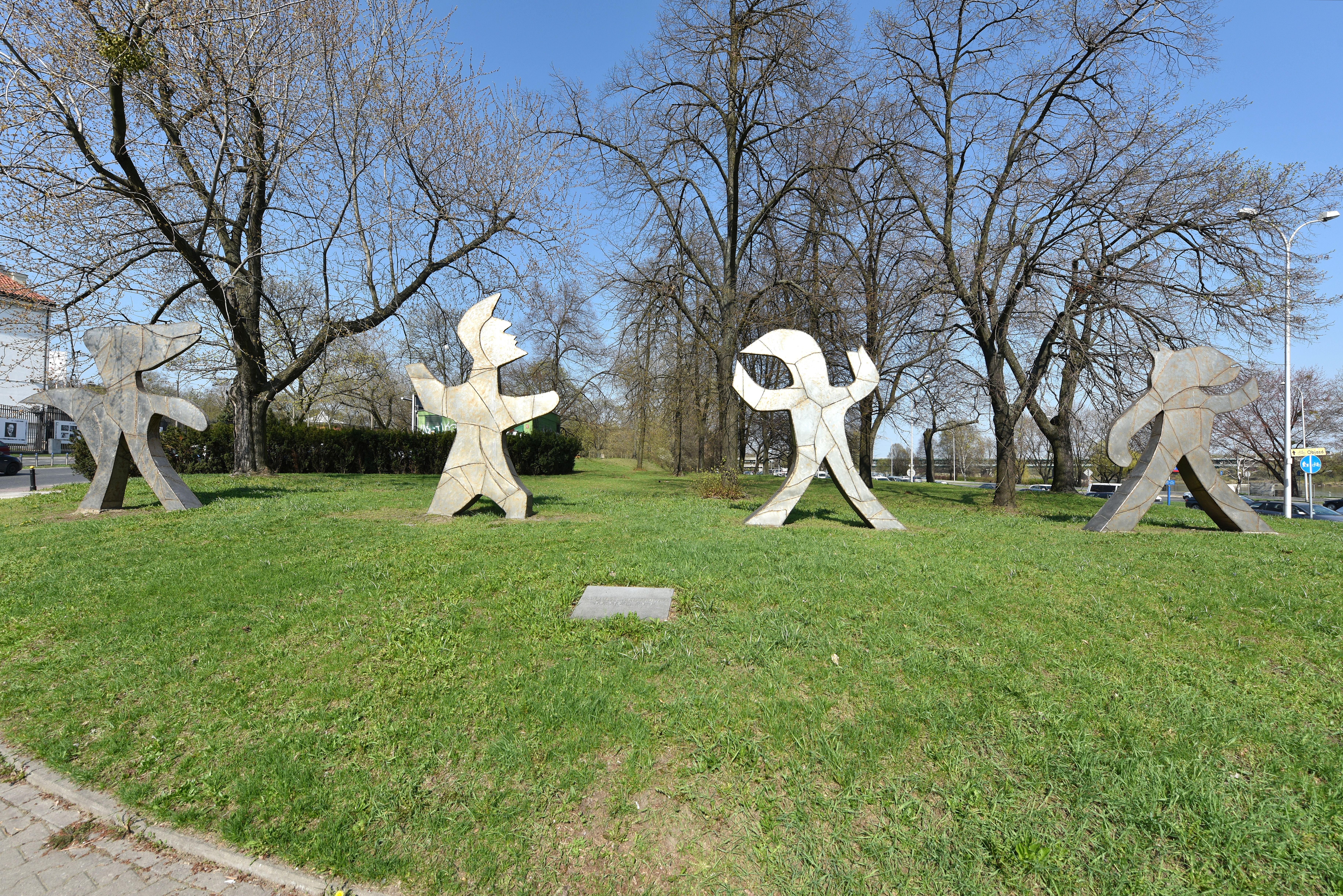
Instalacja Rozdroże 2010 w parku Traugutta w Warszawie

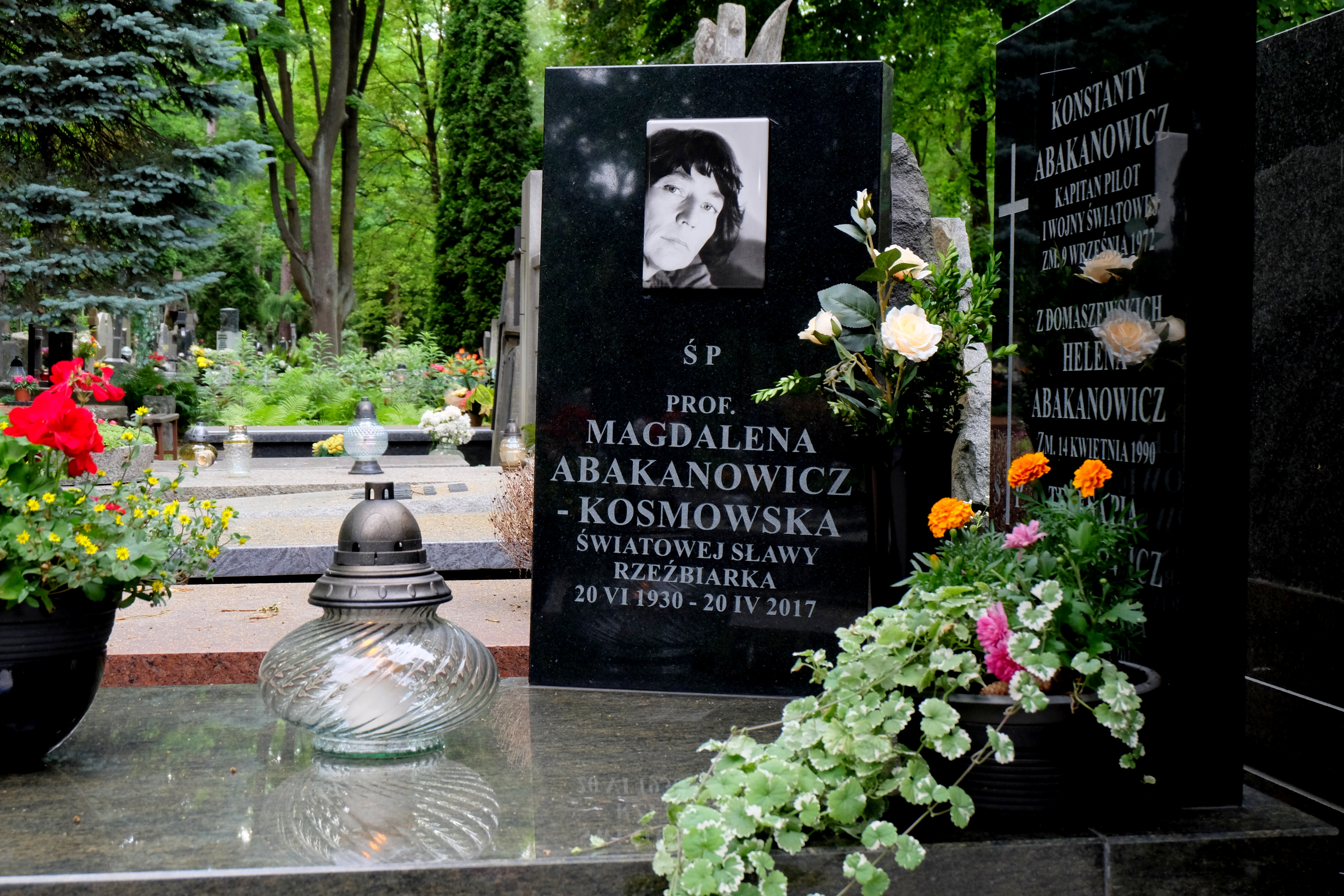
Grób Magdaleny Abakanowicz na cmentarzu Wojskowym na Powązkach w Warszawie

Magdalena Abakanowicz realizowała się twórczo w różnych technikach: techniką tkacką posłużyła się, tworząc tzw. abakany, z kolei  praca Nierozpoznani, wykonana z okazji 750-lecia lokacji Poznania jest odlewem z żeliwa. W 1965 nagrodzona została złotym medalem na Biennale w São Paulo, co było początkiem jej światowej kariery.
Przykłady prac artystki według technik i tematyki to m.in.
Abakany
- Czerwony Abakan 1969, 1969, tkany z sizalu na metalowym usztywnieniu, Collection of the Museum Bellerive w Zurychu
- Czarny Environment, 1970–1978, 15 elementów tkanych z sizalu na metalowym usztywnieniu każdy, kolekcja artystki
- Pomarańczowy abakan, 1971, tkany z sizalu na metalowym usztywnieniu, kolekcja artystki

Tłumy
- 95 figur z tłumu 1095 figur, 2000, brąz
- Duże figury, 2004, 20 figur z brązu, wystawa stała na Uniwersytecie Princeton

Inne
- 80 par pleców, 1976–1980, konopie i żywica, Museum of Modern Art w Pusan (Korea Południowa)
- 5 Figur, 2005, brąz, Poznań, Zamek Cesarski, Dziedziniec Różany
- Rozdroże 2010, rzeźby w parku Traugutta w Warszawie wykonane z płatów nierdzewnej stali[23].

### Tkanina artystyczna
W latach 60. Magdalena Abakanowicz stworzyła cykl dużych prac wykonanych technikami tkackimi, np. z powrozów. Formy rzeźbiarskie konstruowane z tak niekonwencjonalnego materiału zrewolucjonizowały spojrzenie na tkaninę artystyczną. Zrywały one z dotychczasową płaszczyznowością tkanin przeznaczonych do dekoracji wnętrza. Spełniały też funkcję praktyczną jako próba dostosowania monumentalnej rzeźby do skromnych warunków lokalowych: takie prace można było łatwiej magazynować. W 1962 roku na Międzynarodowym Biennale Tkaniny w Lozannie  zaprezentowała pracę „Kompozycja białych form”, której faktura składała się nie tylko z wełny, lnu i nici, ale także sizalu. W 1965 tkanina nagrodzona Biennale w São Paulo, została nazwana od nazwiska twórczyni „abakanem” i odtąd przestrzenne prace artystki wykonane w tej technice miały już być tak nazywane.

## Wystawy
Źródło:

### Wystawy indywidualne (wybór)
- 1960:  Wystawa prac Magdaleny Abakanowicz-Kosmowskiej. Galeria Kordegarda, Warszawa
- 1962:  Tapisseries. Magdalena Abakanowicz. Galerie Dautzenberg, Paryż
- 1963:  Magdalena Abakanowicz – Gobelin. Galeria Sztuki Nowoczesnej, Warszawa
- 1965:  Wystawa Gobelinów – Zachęta Narodowa Galeria Sztuki, Warszawa
- 1967:  Wystawa tkanin – Galeria Współczesna, Warszawa; Kunstindustriemuseet, Oslo; Stavanger Kunstforening, Stavanger; Trondhejm Kunstforening, Trondheim; Vestlandske Kunstindustimuseum, Bergen; Galerie Alice Pauli, Lozanna
- 1968:  2-en 3-dimensionale weefsels. Stedelijk von Abbe Muzeum Eindhoven; Museum voor Stad en Lande, Groningen; Helmhaus, Zurych
- 1969:  Tapisserien und raumliche. Texturen. Stadtische Kunsthalle Mannheim, Mannheim
- 1970:  En konfrontation. Nationalmuseum, Sztokholm
- 1971:  The fabric of forms of Magdalena Abakanowicz, Pasadena Museum of Art, Pasadena
- 1972:  Environments. Aberdeen Art Gallery, Aberdeen
- 1973:  Rope structures, Arnolfini Museum, Bristol
- 1975:  Organic Structures and Human Forms, Whitechapel Art Gallery, Londyn
- 1976:  Organic structures and soft forms, Art Gallery of New South Wales Sydney; National Gallery of Victoria, Melbourne
- 1978:  Magdalena Abakanowicz. Tkanina. Ośrodek Propagandowy Sztuki, Łódź
- 1978/79:  Magdalena Abakanowicz. Salon Sztuki Współczesnej BWA, Bydgoszcz
- 1982:  Abakanowicz. Alterations. Musee d Art Moderne de la Ville Paris, Paryż; Glenbow-Alberta Institute, Calgary
- 1983/84:  Magdalena Abakanowicz. Retrospective. Museum of Contemporary Art, Chicago; Visual Arts Center of Alaska; Portland Art Museum, Portland; National Academy of Science, Waszyngton
- 1985/86:  Magdalena Abakanowicz –  About Men, Sculpture. Xavier Fourcade Inc., Nowy Jork; Virginia Museum of Fine Arts Richmond; Galeria Sztuki Plastycznej KUL, Lublin
- 1987:  Abakany i Alteracje Magdaleny Abakanowicz. BWA i Muzeum „Stilon”, Gorzów Wielkopolski; Rathaus und Galerie im Ganserhaus, Wasserburg
- 1988:  War Games and Inkarnations. Galerie Turske & Turske, Zurych
- 1990:  Magdalena Abakanowicz. Gemeentmuseum Arnhem, Arnhem
- 1991:  Magdalena Abakanowicz. Muzeum Sztuki, Łódź; Muzeum Narodowe, Warszawa; Museum of Contempoary Art, Hiroszima
- 1992/94:  Magdalena Abakanowicz. Abington Art Center – Sculpture Garden, Filadelfia
- 1994/95:  Magdalena Abakanowicz. Galeria Marlborough, Madryt; Museo Fundacion Pilar y Joan Miro, Barcelona; CSW Zamek Ujazdowski, Warszawa; Sotheby's, Sztokholm
- 1996/1997:  Hand – like Trees. Doris Freedman Plaza, Nowy Jork
- 1997:  Mutants. Marlborough Gallery, Nowy Jork
- 1998:  Abakanowicz. Starmach Gallery, Kraków
- 1999:  Abakanowicz on the Roof, Metropolitan Museum of Art, Nowy Jork
- 1999:  Wild flowers (drawnings) Marlborough Gallery, Nowy Jork
- 2000:  Black crowd – Pour le merite. Skulpturengarten, Dortmund
- 2000:  95 Figures from the Crowd of 1095 Figures Marlborough Gallery, Nowy Jork
- 2000:  Working proces. The Gori Collection, Santomato di Pistoia, Włochy
- 2001:  About Human Condition. Grant Selwyn Fine Art, Beverly Hills, Musee d Art Moderne et d Art Contemporain Liège, Wiliam Benton Museum of Art Connecticut
- 2002:  Magdalena Abakanowicz. Muzeum Narodowe w Poznaniu
- 2002:  Space of stone. Grounds for Sculpture. Hamilton, Nowy Jork
- 2003:  Dancing figures. Marlborough Fine Art Londyn, Beck & Eggeling International Fine Art, Düsseldorf
- 2003:  The long wait. MacLaren Fine Art, Barrie
- 2003:  About imagination. Frederik Meijer Gardens and Sculpture Park. Grand Rapids
- 2004:  Mutation & Crystalization. Pei Ling Chan Gallery, Savannah College of Art and Design, Savannah
- 2004:  Hurma. Chapelle Saint-Louis de la Salpetriere, Paryż
- 2004:  Sculpture. Danubiana Meulensteen Art Museum, Bratysława, Museum Franz Gertsch Burgdorf
- 2004:  Melchior, Jonas and the eight white faces. Taguchi Fine Art, Tokio
- 2005:  Space to Experience. Museum of Art, Fort Lauderdale
- 2005:  La Foule V. Galerie Saint-Severin, Paryż
- 2005:  Im Dialog VI. Stadtkirche Darmstadt, Darmstadt
- 2005:  Works on paper. Marlborough Gallery, Nowy Jork
- 2006:  Sculptures et Dessins. Marlborough Monaco, Monako
- 2006:  Vision beyond words. Trondhjem Kunstmuseum, Trondheim
- 2007:  Coexsistence – Dream, Gruby and Kozioł. Taguchi Fine Art, Tokio
- 2008:  Where are the areas of calm? Museo Nacional Centro de Arte Reina Sofia, Madryt
- 2008:  Cysterna Warszawa
- 2009:  Space to Experience. Fondazione Arnoldo Pomodoro Mediolan, Bad Homburg
- 2010:  Magdalena Abakanowicz, Muzeum Narodowe Kraków, Warszawa
- 2011:  Magdalena Abakanowicz – Life and Work. Muzeum Moderniho Umeni, Ołomuniec
- 2012:  Magdalena Abakanowicz – Potnia Theron. Państwowa Galeria Sztuki w Sopocie
- 2012:  Magdalena Abakanowicz – The Human Adventure. Akbank Sanat, Stambuł
- 2013:  Magdalena Abakanowicz – Opus et Fabulas. Miejska Galeria Sztuki, Łódź
- 2014/15:  New York Avenue Sculpture Project – Magdalena Abakanowicz. National Museum of Women in the Arts, Waszyngton
- 2015:  Crowd and Individual. Wenecja, Düsseldorf
- 2016: Abakanowicz//Pijarowski – The art dimensions. Galeria Kuratorium, Warszawa[27]
- 2017/18 Abakanowicz. Metamorfizm - Centralne Muzeum Włókiennictwa w Łodzi
- 2022/23:  Magdalena Abakanowicz – Every Tangle of Thread and Rope. Tate Modern, Londyn[28]2023: Abakanowicz - Muzeum Północno-Mazowieckie w Łomży https://www.4lomza.pl/index.php?wiad=65262

### Realizacje stałe w przestrzeni publicznej
- 1965:  Standing Shape – (stal), Elbląg, (utworzono w 1965)
- 1983-89: Sarcophagi in Glass Houses, 4 formy, stal, drewno, szkło, Storm King Art Center Nowy Jork
- 1985:  Katarsis – 33 figury – (brąz), The Gori Collection, Santomato di Pistoia, Włochy (utworzono w 1985)
- 1987:  Negev – 7 figur – (kręgi z kamienia), Israel Museum Jerozolima (utworzono w 1987)
- 1988:  Space of Dragon – 10 metaforycznych figur zwierzęcych (brąz), Seoul Olympic Museum of Art, Seul (utworzono w 1985)
- 1990:  Space of Nine Figures – 9 figur (brąz), Immanuel Kant-Park, Wilhelm Lehmbruck – Museum Duisburg (utworzono w 1990)
- 1991:  Sagacious Heads I-IV – 4 figury (brąz), John Kluge Collection Charlottesville (utworzono 1988/89)
- 1992:  Sagacious Head V and Standing Figure – (brąz), Nagoya City Art Museum Nagoja (utworzono w 1989)
- 1992:  Sagacious Heads VI – VII – (brąz), Walker Art Center Minneapolis (utworzono 1989/90)
- 1992:  Two Figures on a Beam – (brąz), Marty & Tony Oppenheimer-Park, Nerman Museum of Contemporary Art, Kansas
- 1993:  Arami, Bason, Cecora, Dion and Enama (z cyklu „Hand-like Trees”) (brąz), Runnymede Sculpture Farm Woodside (utworzono 1992/93)
- 1993:  Space of Becalmed Beings – 40 figur (brąz), Hiroshima City Museum of Contemporary Art, Hiroszima (utworzono 1992/93)
- 1993:  One of the Crowd – (brąz), Hakone Open-Air Museum, Hakone, (utworzono w 1993 r.)
- 1994:  Magnus (rzeźba z cyklu „Hand-like Trees”) (brąz), The Gori Collection, Santomato di Pistoia, Włochy (utworzono w 1994)
- 1994:  Manus (rzeźba z cyklu „Hand-like Trees”) (brąz), Western Washington University, Bellingham (utworzono w 1994)
- 1994:  Sarophagi in Glass Houses – 4 rzeźby (drewno, metal, szkło), Storm King Art Center, Mountainville, Nowy Jork (utworzono 1983/89)
- 1995:  Bronze Crowd – 36 figur (brąz), Nasher Sculpture Center Dallas, (utworzono 1990/91)
- 1997:  Cecyna (rzeźba z cyklu „Hand-like Trees”) (brąz), Grounds for Sculpture, Hamilton, Nowy Jork (utworzono w 1994)
- 1997/98 – Space of Unknown – 22 figury (beton), Europos Parkas, Open-Air Museum of the Center of Europe, Wilno (utworzono 1997/98)
- 1998:  Fish (brąz), Oriente Train Station, Lizbona, (utworzono 1997/98)
- 1999:  Figura Prima (rzeźba z cyklu „Hand-like Trees”) (brąz), University of Cincinnati, Cincinnati, (utworzono 1995)
- 1999:  Puellae (Girls) – 30 figur (brąz), Sculpture Garden, National Gallery of Art, Waszyngton (utworzono 1992)
- 1999:  Standing Figures – 30 figur (brąz), Nelson-Atkins Museum, Kansas (utworzono 1994/99)
- 2000:  Figura Rompa (rzeźba z cyklu „Hand-like Trees”) (brąz), Biarritz (utworzono w 1995)
- 2000:  Figura Ultima (rzeźba z cyklu „Hand-like Trees”) (brąz), Museum Wurth, Künzelsau (utworzono w 1995)
- 2000:  Figure on a Beam with Wheels (brąz), Toledo Art Museum, Toledo
- 2000:  Figure on a Trunk (brąz), Metropolitan Museum of Art, Nowy Jork (utworzono 1998/2000)
- 2000:  Figure on a Trunk (brąz), Frederik Meijer Gardens & Sculpture Park, Grand Rapids (utworzono w 2000)
- 2000:  Figure on a Trunk with Wheels 2 figury (brąz), The Gori Collection, Santomato di Pistoia, Włochy (utworzono 1998/2000)
- 2000:  Manus Ultimus (rzeźba z cyklu „Hand-like Trees”) (brąz), Jardin des Tuileres, Paryż, (utworzono 1998/99)
- 2001:  Birds of Knowledge of Good and Evil – 6 figur (aluminium), Milwaukee, (utworzono w 2001)
- 2001:  Mutant (stal nierdzewna), Neanderthal Museum, Mettmann, (utworzono w 2001)
- 2002:  Anaka, Brea, Desda and Figura Seconda – 4 figury (rzeźby z cyklu „Hand-like Trees”) (brąz), Brea (utworzono 1994/95)
- 2002:  Unrecognized – Nierozpoznani – 112 figur (żeliwo), Cytadela, Poznań (utworzono 2001/02)
- 2003:  Open Air Aquarium – 30 figur (stal nierdzewna), Filadelfia (utworzono w 2002)
- 2003:  Space of Stone – 22 figury (granit), Grounds for Sculpture, Hamilton, Nowy Jork (utworzono 2001/02)
- 2004:  Big Figures – 20 figur (brąz), Uniwersytet Princeton, (utworzono 2001/04)
- 2004:  Figura Ultima (rzeźba z cyklu „Hand-like Trees”) (brąz), Skulpturenpark Schloss Gottorf, Schleswig (utworzono 2003/04)
- 2004:  Walking Figures – 10 figur (żeliwo), Gerisch Skulpturenpark, Neumünster (utworzono w 2004)
- 2005:  Brothers – 2 figury (żeliwo), Danubiana Meulensteen Art Museum, Bratysława (utworzono w 2005)
- 2005:  Five Running (brąz), Sculpture Garden, Phoenix Art Museum, Phoenix (utworzono w 2005)
- 2006:  20 Walking Figures (żeliwo), Vancouver, (utworzono w 2006)
- 2006:  Agora – 106 figur (żeliwo), Grant Park, Chicago, (utworzono 2005/06)
- 2007:  King Arthur's Court – 11 figur (stal nierdzewna), Muzeum Narodowe, Wrocław (utworzono 2005/07)
- 2007:  Five Figures – 5 Figur (żeliwo), zlokalizowany na terenie Dziedzińca Różanego Zamku Cesarskiego w Poznaniu (utworzono w 2005)
- 2010:  King Arthur's Court – 4 figury (stal nierdzewna), Warszawa (utworzono 2005/07)
- 2010:  Ten Seated Figures – 10 figur (żeliwo), Yorkshire Sculpture Park, Wakefield (utworzono w 2010)
- 2010:  Ten Seated Figures – 10 figur (żeliwo), Sculpture Park, Szanghaj
- 2011:  Group of Ten – 10 figur (brąz), Davidson College Art Galleries, Davidson (utworzono w 2011)

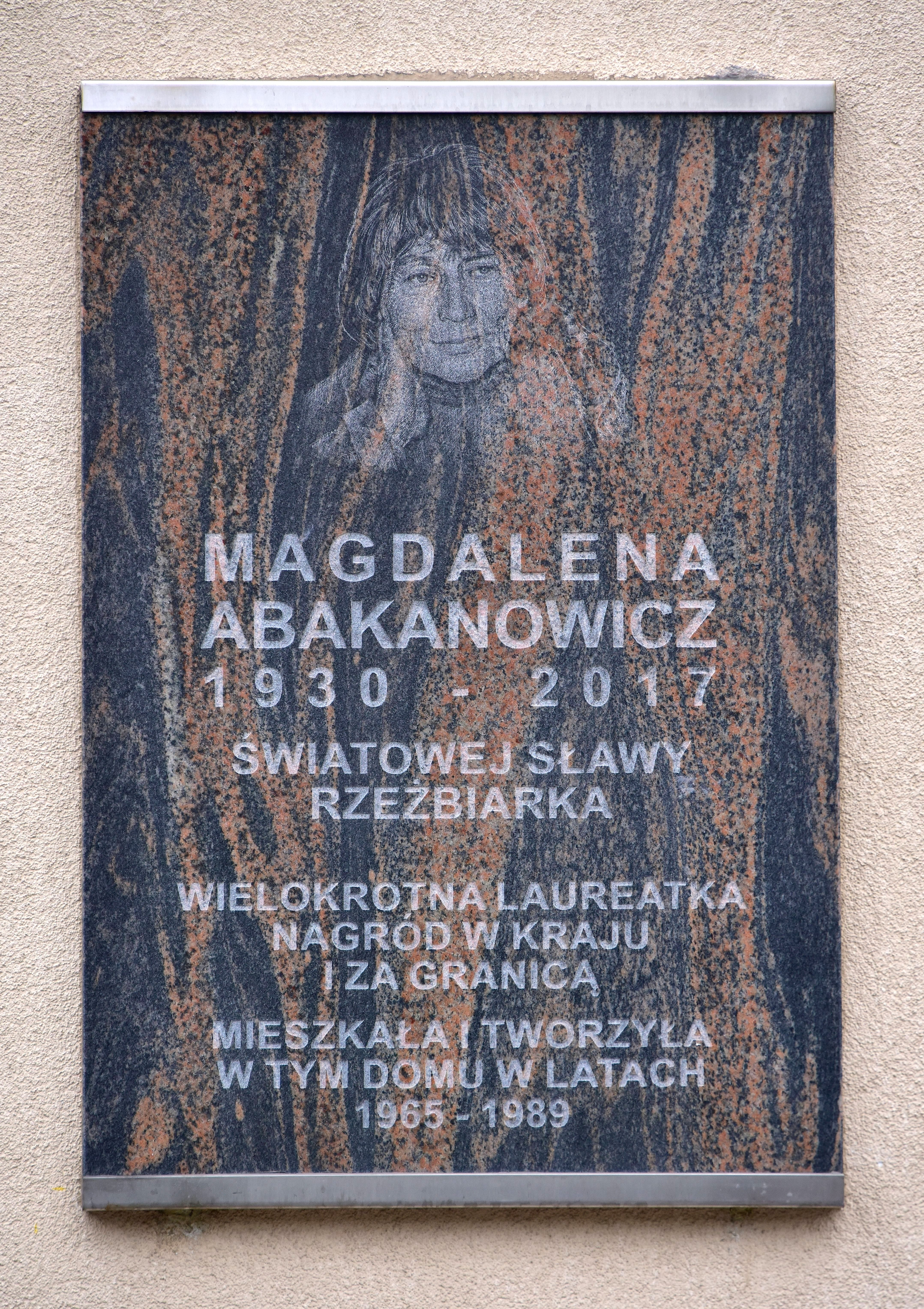
Tablica upamiętniająca Magdalenę Abakanowicz na bocznej ścianie bloku mieszkalnego przy al. Stanów Zjednoczonych 16 w Warszawie

### Wirtualna rzeczywistość
W 2016 powstała aplikacja w technologii „Stright Eye” zaimplementowanej w wirtualnej rzeczywistości, pokazująca pracownię prof. Abakanowicz oraz jej wybrane prace. Rozwiązanie to miało swoją premierę w Galerii Kuratorium w Warszawie w trakcie wystawy:  Abakanowicz//Pijarowski – The Art Dimensions (Prologue – Warsaw), w 2017 zostało zaprezentowane w Nowym Jorku, planowane są pokazy w innych stolicach świata.

## Ordery i odznaczenia
- Krzyż Komandorski z Gwiazdą Orderu Odrodzenia Polski (1998)[30]
- Krzyż Kawalerski Orderu Odrodzenia Polski[31]
- Złoty Krzyż Zasługi
- Srebrny Krzyż Zasługi
- Złoty Medal „Zasłużony Kulturze Gloria Artis” (2005)[32]
- Odznaka tytułu honorowego „Zasłużony dla Kultury Narodowej” (1987)[33]
- Medal ZAiKS-u (2009)[34]
- Odznaka ZAiKS-u (1993)[34]
- Krzyż Komandorski z Gwiazdą Orderu Zasługi RFN (2010, Niemcy)[35]
- Krzyż Komandorski Orderu Zasługi za Naukę i Sztukę (1999, Niemcy)[30]
- Krzyż Komandorski Orderu Sztuki i Literatury (2004, Francja)[36]
- Krzyż Oficerski Orderu Sztuki i Literatury (1999, Francja)[30]
- Krzyż Kawalerski Orderu Zasługi Republiki Włoskiej (2000)[30]

## Nagrody i wyróżnienia

### Nagrody
- 1965: Grand Prix 8. Biennale Sztuki, São Paulo
- 1972: Nagroda Państwowa I stopnia
- 1979: Gottfried von Herder, Wiedeń
- 1982: Nagroda Fundacji im. Alfreda Jurzykowskiego, Nowy Jork
- 1993: Centrum Rzeźby, Nowy Jork
- 1997: Leonardo da Vinci, Meksyk
- 2000: Visionaries l, American Craft Museum, Nowy Jork
- 2010: Nagroda ZAiKS-u w dziedzinie sztuk wizualnych[37]

### Doktoraty honorowe
- 1974: Royal College of Art, London
- 1992: Providence (USA)
- 1997: Akademia Sztuk Pięknych (Łódź)
- 2000: Pratt Institute, New York
- 2001: Massachusetts College of Art, Boston
- 2002: School of the Art Institute, Chicago
- 2002: Akademia Sztuk Pięknych, Poznań
- Rhode Island School of Design

## Upamiętnienie
- Od 2021 Magdalena Abakanowicz jest patronką Uniwersytetu Artystycznego w Poznaniu. Zmianę nazwy uczelni zatwierdzono w 2020[38].

- W piątek, 24 września 2021 roku odbyła się w Gdyni-Orłowie uroczystość nadania Państwowemu Liceum Sztuk Plastycznych w Gdyni imienia Magdaleny Abakanowicz. Uroczystemu aktowi nadania szkole patronki towarzyszył wernisaż prac artystki[10].